# Джими Ариас
Джими Ариас (на английски: Jimmy Arias) е американски тенисист. 

## Биография
Джими Ариас е роден на 16 август 1964 г. в Гранд Айлънд, Ню Йорк.

## Кариера
Джими Ариас става професионалист на 16-годишна възраст през 1980 г. Неговата най-добра година е 1983 г., когато само 19-годишен завършва годината под номер 6 в световната ранглиста, след като достига до полуфинал на Откритото първенство на САЩ, като побеждава Джонатан Кантър, Том Гъликсън, Джани Оклепо, Йоаким Нистрьом и Яник Ноа, губи от Иван Лендъл. Печели и Италия Оупън и още три Гран При турнира.
В екип с Андреа Ягер бивша номер 2 в света, печели Откритото първенство на Франция за смесени двойки през 1981 г.
Ариас достига до световен номер 5, през април 1984 г. Той се оттегля от тура през 1994 г.